# 11 грудня
11 грудня — 345-й день року (346-й у високосні роки) у григоріанському календарі. До кінця року залишається 20 днів.

## Свята і пам'ятні дні

### Міжнародні
- ООН: Міжнародний день гір.
- Міжнародний день танго.
- Всесвітній день хворого на бронхіальну астму.

### Національні
- Буркіна-Фасо: День Республіки. (1958)
- Аргентина: День танго.
- Україна, Автономна Республіка Крим: День пам'яті євреїв Криму і кримчаків, які загинули в роки Другої світової війни.

### Релігійні

#### Західне християнство
- Пам'ять папи Дамасія I;
- Пам'ять преподобного Даниїла Стовпника;
- Пам'ять мучеників Вікторіка, Фусціаната Ґенціана[en];
- Пам'ять святих Марії Маравіллас Підаль-і-Чіко де Гусман[en], Периса[en], Сабіна П’яченцького[en].

#### Східне християнство[1]
- Пам'ять преподобного Даниїла Стовпника;
- Пам'ять преподобного ієромонаха Луки Стовпника;
- Пам'ять святого Никона Сухого;
- Пам'ять мучеників Миракса, Акепсія та Аїфала.

## Іменини
✝  Католицькі: Вікторік, Ґенціан, Дамасій, Даніель, Перис, Сабін, Фусціан.
✙ Православні: Аїфал, Акепсій, Даниїл, Лука, Міракс, Никін.

## Події
- 220 — Цао Пі примусив імператора Сянь Хань зректися престолу династії Хань. Утворилася імперія Цао Вей. Починається період Трьох царств
- 361 — Флавій Клавдій Юліан вступив у Константинополь як єдиний імператор Римської імперії
- 630 — Мухамед привів 10000 армію під стіни Мекки
- 969 — імператор Никифор II Фока вбитий своєю дружиною Феофанією і її коханцем, який невдовзі став імператором Іоанном I Цимісхієм
- 1098 — хрестоносці Боемунда Тарентського і Раймунда Сен-Жильського штурмом оволоділи сирійською фортецею Мааррет-ен-Нууман.
- 1474 — Ізабелла І Кастильська коронована королевою Кастилії і Леону
- 1282 — Битва при мості Оревінд: Ллівелін ІІІ ап Гріфід, останній принц Уельський, вбитий в Cilmeri, недалеко від Builth Wells, Уельс
- 1602 — несподівана атака об'єднаних загонів Карла Еммануїла I, герцога Савойського і Філіпа III Іспанського, відбита мешканцями Женеви. У пам'ять про цю подію засноване щорічне свято «де l'Escalade»
- 1618 — в селі Деуліно, поблизу Троїцько-Сергіївського монастиря (тепер місто Сергіїв Посад Московської області) після спроби королевича Владислава захопити Москву, укладене перемир'я між Московським царством і Річчю Посполитою на 14,5 років.
- 1648 — вночі повстанці захопили київський замок. Початок козацького повстання на Київщині
- 1688 — Славна революція: Джеймс II Англійський, намагаючись втекти до Франції, нібито кидає велику державну печатку в Темзу
- 1694 — Франциск І став князем Парми
- 1708 — війна за іспанську спадщину: капітулювала фортеця Ліль
- 1769 — у Великій Британії запатентували жалюзі
- 1785 — імператор священної римської імперії Йосиф ІІ видав патент про легалізацію масонських лож, та їх права
- 1789 — засновано університет Північної Кароліни
- 1792 — Французька революція: короля Людовик XVI притягнуто до суду за державну зраду Національній Конвенції
- 1813 — VI антифранцузька коаліція: Наполеон Бонапарт уклав сепаратне перемир'я з Іспанією
- 1815 — сенат США створює спеціальний комітет з фінансів і єдину національну валюту — долар США
- 1816 — Індіана проголошена 19 штатом США
- 1829 — в головному соборі Мадрида укладено шлюб короля Іспанії Фердинанда VII з герцогинею сицилійською Марією-Христиною
- 1844 — в Бостоні дантист Горас Веллс вперше використав закис азоту, як анестетик у стоматології
- 1848 — революція в Угорщині: ескадрон 2-го уланського полку на чолі з підполковником Владиславом Тхужніцьким, за підтримки батальйону гонведу затримав і успішно відбив атаку австрійського корпусу фельдмаршала Франца фон Шліка після поразки угорців у битві під Кошицями
- 1852 — у Парижі відкрили найстаршу з нині чинних циркових споруд
 — папа римський Пій IX дозволив заснувати загребську римо-католицьку метрополію
- 1862 — громадянська війна в США: розпочалась перша битва під Фредеріксбургом
- 1866 — стартувала перша трансатлантична вітрильна регата
- 1865 — Венізелос Руфос утретє став прем'єр-міністром Греції
- 1868 — парагвайська війна: бразильські війська перемогли парагвайську армію в битві при Авей
 — у Санкт-Петербурзі представники 19 країн Європи підписали декларацію «про заборону застосування вибухових та запалювальних куль»
- 1871 — у Петербурзі відкрилася перша виставка художників-передвижників
- 1888 — крах французької акціонерної компанії «PANAMA», створеної для спорудження Панамського каналу
- 1894 — У Парижі відкрили першу у світі автовиставку, у якій брало участь 9 фірм
- 1899 — англо-бурська війна: У битві при Магерфонтейном бури на чолі з генералом Пітом Кроньє завдати поразки британцям під командуванням лорда Метуена, що намагалися зняти облогу з Кімберлі
- 1907 — будівлю парламенту Нової Зеландії майже повністю знищено пожежею
- 1914 — у Києві за зв'язки з австрійським урядом російська поліція заарештувала українського історика Михайла Грушевського
- 1915 — перший президент Китайської республіки Юань Шикай проголосив себе імператором
- 1917 — Перша світова війна: британські війська на чолі з генералом Алленбі входять до Єрусалиму без бою. В місті оголошено воєнний стан
 — вночі сили УНР придушили сплановане на цей день повстання більшовиків у Києві, викривши та заарештувавши червоних ватажків. Збільшовичені військові частини вислані ешелонами за межі України
- 1918 — до Одеси вступили війська Директорії УНР
- 1920 — ірландська війна за незалежність: В помсту за засідки ІРА, британські війська спалили і пограбували багато приватних будинків у місті Корк
- 1921 — в селі Гребінки Білоцерківського повіту Київської губернії ЧК заарештовано отамана Перепилицю
- 1924 — у Харкові відкрилася Всеукраїнська партійна нарада виробничих осередків
- 1936 — король Великої Британії Едвард VIII зрікся престолу, оскільки парламент і церква не схвалили його наміру одружитися з двічі розлученою американкою Волліс Ворфілд-Сімпсон
 — Італію виключили з числа членів Ліги Націй
- 1937 — Сталін у Великому театрі (Москва) вимовив крилату фразу: «Депутат — слуга народу»
- 1941 — Третій Рейх та Італія оголосили війну США
- 1944 — відділ УПА атакував радянські держустанови та казарми НКВС в Яремчі на Станіславщині
- 1946 — американський мільярдер і філантроп Джон Рокфеллер подарував 18 акрів землі у Нью-Йорку для будівництва штаб-квартири ООН
 — при ООН створили Дитячий фонд — ЮНІСЕФ
 — у Великій Британії запатентували перший програмувальний комп'ютер
- 1957 — музикант Джері Лі Льюїс одружився з 14-літньою кузиною. Довідавшись про це, американська публіка бойкотувала його записи
- 1961 — американський авіаносець доправив у Сайгон бойові гелікоптери — почались перші прямі поставки зброї уряду Південного В'єтнаму у боротьбі з червоними партизанами
- 1963 — Френк Сінатра заплатив викуп у $240 тисяч за свого сина.
- 1972 — Юджин Сернан і Гаррісон Шмітт (астронавти космічного корабля «Аполлон-17») востаннє (станом на 2012) вийшли на поверхню Місяця, провівши у долині Таурус-Літтров 75 годин. Це була 6-а в історії висадка людей на Місяць
- 1979 — біля будинку дипломатичного представництва СРСР при ООН у Нью-Йорку підірвано саморобну бомбу. Ніхто не постраждав
- 1981 — лондонський Біг Бен зупинився від холоду (о 12:27)
- 1988 — поблизу Ленінакана, під час заходу на посадку розбився «Іл-76» із командою рятувальників, які летіли на допомогу жертвам землетрусу у Вірменії. Всі 78 пасажирів та екіпаж загинули
- 1991 — Україна оголосила про встановлення дипломатичних стосунків з колишніми республіками СРСР
 — незалежність України визнала Республіка Словенія
- 1993 — тріумф репера Снупа Дога (його дебютний альбом Doggy Style очолив чарт США)
- 1993 — вітальну телеграму Хрущова Гагаріну (12 квітня 1961) на аукціоні у Нью-Йорку продали за $ 68 500 (світовий рекорд вартості телеграм)
- 1994 — російські війська вторглися в Чечню
- 1997 — ухвалили Кіотський протокол — міжнародну угоду про обмеження викидів в атмосферу парникових газів
- 1998 — аеробус A310-200 «Тайських авіаліній» зазнав катастрофи біля аеропорту «Сурат Тані» (Таїланд), загинула 101 людина
- 2000 — музикант Річард Ешкрофт одержав виробничу травму, упавши зі сцени в Бірмінгемі та зламавши два ребра
- 2000 — в Австралії почався судовий процес проти 9 авіакомпаній, які не попередили пасажирів про можливість виникнення тромбозу під час польоту
- 2003 — в Україні почав роботу перший кінодистриб'ютор артхаусного кіно — «Артхаус Трафік»
- 2013 — невдала спроба розгону Євромайдану у Києві силами Беркуту та спецпідрозділів міліції

## Народились
Див. також Категорія:Народились 11 грудня
- 1465 — Асікаґа Йосіхіса, 9-й сьоґун сьоґунату Муроматі.
- 1475 — Лев X (Джованні Медичі), Папа Римський (1513—21; †1521).
- 1774 — Данило Велланський, український вчений-медик, натурфілософ з роду Велланських.
- 1803 — Гектор Берліоз, французький композитор.
- 1810 — Альфред де Мюссе, французький поет, драматург і прозаїк, представник пізнього романтизму.
- 1843 — Казимир Делавінь, французький поет і драматург; автор тексту колишнього французького гімну La Parisienne; брат драматурга Жермена Делавіня.
- 1843 — Роберт Кох, німецький мікробіолог, лавреат Нобелівської премії «за дослідження і відкриття, що стосуються лікування туберкульозу» (1905).
- 1864 — Моріс Леблан, французький письменник і журналіст, відомий своїми творами про поліцейських та їх пригоди, автор, який створив образ відомого грабіжника Арсена Люпена.
- 1872 — Андрій Яковлів, український учений, громадсько-політичний діяч, юрист, педагог. Чинний член НТШ.
- 1882 — Андрій Бандера, український релігійний і громадський діяч, діяч ЗУНР, капелан УГА, батько Степана Бандери.
- 1882 — Макс Борн, німецький фізик, один з основоположників квантової механіки, нобелівський лауреат (1954).
- 1889 — Микола Чубатий, український вчений, історик права та церкви, педагог і публіцист.
- 1911 — Цянь Сюесень, китайський вчений, учасник космічної програми США і основоположник космічної програми Китаю.
- 1913 — Жан Маре (Жан Вілен-Маре), французький кіноактор («Швидкоплинна краса», «Горбун», «Фантомас», «Залізна маска»).
- 1926 — Біг Мама Торнтон (справжнє ім'я Віллі Мей Торнтон), американська ритм-енд-блюзова і блюзова співачка (пом. 1984).
- 1930 — Жан Луї Третіньян, французький актор (Три кольори: червоний, Париж горить, Чоловік і жінка, І створив бог жінку, У Сантьяго йдуть дощі, Небезпечні зв'язки).
- 1931 — Ріта Морено (Розіта Долорес Алверіо), пуерто-риканська танцівниця, актриса, лауреат премії «Оскар» (Вест-сайдська історія (1961), Я люблю щось таке, Чотири пори року, Анатомія злочину, Король і я, Співаючи під дощем).
- 1950 — Олександр Татарський, український режисер мультиплікації, художник, продюсер, аніматор. Працював у жанрі пластилінової анімації, автор мультфільму «Пластилінова ворона». Син сценариста М. О. Татарського.
- 1969 — Вішванатан Ананд, індійський гросмейстер.
- 1972 — Андрій Гусін, український футболіст («Динамо» Київ).
- 1972 — Ахтем Сеїтаблаєв, український актор та режисер кримськотатарського походження.

## Померли
Див. також Категорія:Померли 11 грудня
- 1513 — Пінтуріккіо, італійський живописець. Представник умбрійської школи кватроченто.
- 1610 — Адам Ельсгаймер, німецький живописець.
- 1796 — Йоганн Данієль Тіціус, німецький астроном, фізик і біолог.
- 1891 — Олександр Потебня, український мово- та літературознавець, філософ. Розглядав мистецтво, як спосіб пізнання світу.
- 1937 — Софія Налепинська-Бойчук, український художник-графік. Дружина художника Михайла Бойчука. За справою М. Бойчука була засуджена до смертної кари і розстріляна.
- 1945 — Шарль Фабрі, французький фізик, який відкрив в стратосфері шар озону, що захищає Землю від шкідливого впливу ультрафіолетового випромінювання.
- 1961 — Артур Макс Барретт (англ. Arthur Max Barrett), британський патологоанатом, батько Роджера Кеіса «Сіда» Барретта (англ. Roger Keith «Syd» Barrett).
- 1964 — Сем Кук, американський вокаліст, один із засновників напрямку соул.
- 1982 — Томаж Хостнік, вокал, ідеолог рок-гурту Laibach.
- 1996 — Семіта Кушуль, видатний караїмознавець, збирачка матеріальної і духовної спадщини.
- 2000 — Неш Н. Річард, американський драматург, сценарист і прозаїк. Автор сценарію екранізованої опери Джорджа Гершвіна «Поргі та Бесс» (1959) зі знаменитою арією «Summertime», для написання якої основою стала українська колискова «Ой ходить сон коло вікон».
- 2020 — Кім Кі Дук, південнокорейський кінорежисер.